# Sportoviště
Sportoviště je obecné pojmenování pro specializovaný prostor (konkrétní místo) nebo pro specializované jednoúčelové stavebně-technické zařízení, které je trvale (nebo i přechodně pouze pro jednu sportovní akci) určeno pro sportování a tělovýchovnou činnost. 
Sportoviště se dělí na venkovní a vnitřní. Vnitřní sportoviště mají obvykle podobu stavby (často zastřešené) a lze je užívat celoročně. Zpravidla se jedná o nemovitost. Vnější sportoviště lze pak užívat obvykle sezónně. Např. tenisové kurty, kde dochází pouze k vrstvení zeminy, drceného kamene, škváry a antuky, pak z pohledu zákona vůbec nemovitostí být nemusí. K větším sportovištím provozovaných či užívaných sportovními organizacemi náleží i tribuny pro diváky. V současnosti slouží mnohá velká sportoviště i jako místa pro pořádání kulturních akcí. Malá obecní sportoviště pak tímto zázemím vybavena být nemusí.
Jednotlivé sporty mají specifické požadavky na prostor a vybavení. Sportovištěm proto může být široká škála sportovních zařízení - např. stadion, hřiště, tělocvičnu, sportovní hala, sportovní areál, závodní dráha, plavecký bazén, veslařský kanál, skokanský můstek, sjezdová trať, běžecká trať, automobilový okruh atd. 
Naopak dětská hřiště, ačkoliv slouží k pohybové aktivitě, nejsou sportovištěm. Např. zákon č. 65/2017 Sb., o ochraně zdraví před škodlivými účinky návykových látek rozlišuje mezi dětským hřištěm a sportovištěm. Také zařízení dětských hřišť není vytvořeno za účelem podpory konkrétní sportovní aktivity ale ke hře. Vybavení dětských hřišť (typicky pískovišť), pak musí splňovat také celou řadu specifických hygienických a bezpečnostních předpisů.

## Historie
Nejstarší sportoviště pochází z časů řecké antiky, jako například stadion v Olympii, kde se od roku 776 př. n. l do roku 393 n. l. každé čtyři roky konaly olympijské hry. Tento historicky první stadion byl původně navržen tak, že obecenstvo čítající až 20 tisíc osob sedělo na svahu hory Kronion v blátě.
Starověkými sportovišti byly Circus Maximus a Koloseum v Římě.